# Pseudocycnotrachelus ledyardi
Pseudocycnotrachelus ledyardi is een keversoort uit de familie bladrolkevers (Attelabidae). De wetenschappelijke naam van de soort werd in 1915 gepubliceerd door Karl Maria Heller.